# Sjevernolevantinski arapski
Sjevernolevantinski arapski (libanonskosirijski arapski, sirijskolibanonski arapski, ISO 639-3: apc), jedan od arapskih jezika kojim govori oko 14 426 540 ljudi diljem svijeta, a posebno u Siriji 8 800 000 (1991) i Libanonu 3 900 000 (1991), a ostali raznim drugim državama: Antigva i Barbuda, Argentina, Belize, Cipar, Dominikanska Republika, Egipat, Francuska Gijana, Izrael, Jamajka, Mali, Portoriko, Surinam, Trinidad i Tobago i azijskoj Turskoj.
Postoje brojni dijalekti. U Siriji su to urbani standardni dijalekt koji se temelji na govoru Damaska; alepski i bejrutski. U Libanonu: sjevernolibanonski arapski, južnolibanonski arapski (shii, metuali), sjeverni-centralni libanonski arapski (mount lebanon arabic), južni-centralni libanonski arapski (druze arabic), standardni libanonski arapski, beqaa arapski, sunni bejrutski arapski, saida sunni arapski, iqlim-al-kharrub sunni arapski, jdaideh arapski.
U Libanonu je nacionalni jezik. Pismo: arapsko.

## Vanjske poveznice
- Ethnologue (14th)
- Ethnologue (15th)